# Milton (keresztnév)
A Milton angol eredetű férfinév, jelentése: városból származó.

## Névnapok
- május 19.
- július 18.
- szeptember 11.

## Híres Miltonok
- Milton Friedman amerikai közgazdász

## További keresztnevek
- Magyar névnapok listája dátum szerint
- Magyar névnapok listája betűrendben